# Имадаев, Муслим Махмудович
Муслим Махмудович Имадаев (род. 22 мая 2001 года, Тверская область) — российский борец классического стиля чеченского происхождения. Вице-чемпион России 2023 года. Мастер спорта.

## Биография
Родился Муслима Имадаев 22 мая 2001 года в городе Селижарове Тверской области. Начал заниматься борьбой с 5 лет под руководством своего первого тренера Владимира Кузихина. В возрасте 13 лет с семьей переехал в Тверь и начал тренироваться под руководством Руслана Юсуфова и Павла Воронина. На данный момент представляет на всероссийских турнирах Тверскую и Свердловскую область.

## Спортивная карьера
В 2017 году стал финалистом первенства России среди кадетов. В феврале 2018 Имадаев выиграл первенства России среди кадетов, затем первенство Европы (Северная Македония) и мира среди кадетов (Хорватия) в весе до 65 кг. В марте 2021 года стал победителем первенства России среди юниоров. В июне 2021 года неудачно выступил на первенстве Европы среди юниоров (Германия), где стал лишь десятым. В августе 2021 года добыл бронзовую медаль на первенстве мира в Уфе, выиграв в квалификации досрочно американца Доминика Даймона, в 1/8 финала Имадаев одолел турка Кирика Серхата, в четвертьфинале в упорной схватке он уступил азербайджанскому борцу Хасрату Джафарову, затем Имадаев победил в утешительной схватке грузина Луку Очигаву и в матче за 3-е место победил Гагика Снжояна из Франции. В апреле 2022 года Имадаев стал победителем первенства России среди борцов до 23 лет, который прошёл во Владивостоке. В мае 2022 года он стал финалистом первого турнира лиги Поддубного в Москве. В феврале 2023 стал вице-чемпионом России среди взрослых, уступив лишь в финале Аслану Висаитову из Санкт-Петербурга. В августе 2023 года Имадаев стал финалистом вторых игр стран СНГ в Белоруссии.

## Спортивные достижения
- 2017 Первенство России среди кадетов — ;
- 2018 Первенство России среди кадетов — ;
- 2018 Первенство Европы среди кадетов — ;
- 2018 Первенство мира среди кадетов — ;
- 2021 Первенство России среди юниоров — ;
- 2021 Первенство мира среди юниоров — ;
- 2021 Первенство России до 23 лет — ;
- 2023 Чемпионат России — ;
- 2023 Игры стран СНГ — ;